# The Open Championship 1977
Het  Brits Open is het belangrijkste golftoernooi in Europa. De 106e editie werd van 6-9 juli 1977 gespeeld, voor de eerste keer op de Turnberry Golf Club. Het toernooi werd gedomineerd door de Amerikaanse spelers.

## Ronde 4
De laatste ronde was een duel tussen Tom Watson en Jack Nicklaus, die beiden tot dusverre 68-70-65 scoorden. Ze stonden allebei op -7 toen ze op de eerste tee stonden. Na hole 15 stonden ze eindelijk weer gelijk en op hole 17 kwam Watson een slag voor te staan. Nicklaus moest dus een birdie op de laatste hole, een par 4, maken om in de play-off te komen. Dat lukte, maar Watson maakte ook een birdie en won. Enkele maanden eerder won hij de Masters, waarbij hij Nicklaus ook net achter zich liet.
| Hole     | 1  | 2  | 3  | 4  | 5  | 6  | 7  | 8  | 9  | 10 | 11 | 12  | 13  | 14  | 15  | 16  | 17  | 18  |
| -------- | -- | -- | -- | -- | -- | -- | -- | -- | -- | -- | -- | --- | --- | --- | --- | --- | --- | --- |
| Par      | 4  | 4  | 4  | 3  | 4  | 3  | 5  | 4  | 4  | 4  | 3  | 4   | 4   | 4   | 3   | 4   | 5   | 4   |
| Watson   | –7 | –6 | –6 | –6 | –7 | –7 | –8 | –9 | –8 | –8 | –8 | –8  | –9  | –9  | –10 | –10 | –11 | –12 |
| Nicklaus | –7 | –8 | –8 | –9 | –9 | –9 | –9 | –9 | –9 | –9 | –9 | –10 | –10 | –10 | –10 | –10 | –10 | –11 |

### Top-10
| Nr | Speler         | Score           | Score | Prijs (£) |
| -- | -------------- | --------------- | ----- | --------- |
| 1  | Tom Watson     | 68-70-65-65=268 | −12   | 10.000    |
| 2  | Jack Nicklaus  | 68-70-65-66=269 | −11   | 8.000     |
| 3  | Hubert Green   | 72-66-74-67=279 | −1    | 6.000     |
| 4  | Lee Trevino    | 68-70-72-70=280 | par   | 5.000     |
| T5 | George Burns   | 70-70-72-69=281 | +1    | 4.250     |
| T5 | Ben Crenshaw   | 71-69-66-75=281 | +1    | 4.250     |
| 7  | Arnold Palmer  | 73-73-67-69=282 | +2    | 3.750     |
| 8  | Raymond Floyd  | 70-73-68-72=283 | +3    | 3.500     |
| T9 | John Schroeder | 66-74-73-71=284 | +4    | 2.875     |
| T9 | Mark Hayes     | 76-63-72-73=284 | +4    | 2.875     |
| T9 | Johnny Miller  | 69-74-67-74=284 | +4    | 2.875     |
| T9 | Tommy Horton   | 70-74-65-75=284 | +4    | 2.875     |

Geen van de zeven amateurs kwalificeerde zich voor het weekend.
Vanaf 1970:
1970 ·
1971 ·
1972 ·
1973 ·
1974 ·
1975 ·
1976 ·
1977 ·
1978 ·
1979 ·
1980 ·
1981 ·
1982 ·
1983 ·
1984 ·
1985 ·
1986 ·
1987 ·
1988 ·
1989 ·
1990 ·
1991 ·
1992 ·
1993 ·
1994 ·
1995 ·
1996 ·
1997 ·
1998 ·
1999 ·
2000 ·
2001 ·
2002 ·
2003 ·
2004 ·
2005 ·
2006 ·
2007 ·
2008 ·
2009 ·
2010 ·
2011 ·
2012 ·
2013 ·
2014 ·
2015 ·
2016 ·
2017 ·
2018 ·
2019 ·
2020